# Hans-Joachim Böcking
Hans-Joachim Böcking (* 1956 in Bottendorf) ist ein deutscher Wirtschaftswissenschaftler.

## Leben
Nach dem Diplom 1982 an der Goethe-Universität (Studienschwerpunkte: Wirtschaftsprüfung, Betriebswirtschaftliche Steuerlehre, Versicherungslehre; Abschluss: Diplom-Kaufmann), der Promotion 1987 (Abschluss: Dr. rer. pol.), ebenda und der Habilitation 1992 bei Adolf Moxter am Treuhandseminar ebenda war er von 1992 bis 1993 Professor (C 4) für das Fach Betriebswirtschaftslehre, insbesondere betriebliche Steuerlehre an der Universität Bielefeld, von 1993 bis 1996 ordentlicher Universitätsprofessor für Betriebswirtschaftslehre mit dem Schwerpunkt Wirtschaftsprüfung und Treuhandwesen an der Universität Hannover, von 1996 bis 2000 ordentlicher Universitätsprofessor für Allgemeine Betriebswirtschaftslehre, Wirtschaftsprüfung und Treuhandwesen an der Universität Mannheim und von 1999 bis 2000 war er Dekan der Fakultät für Betriebswirtschaftslehre der Universität Mannheim. Von Oktober 2000 bis März 2022 war er ordentlicher Universitätsprofessor für Betriebswirtschaftslehre, insbesondere Wirtschaftsprüfung und Corporate Governance an der Johann Wolfgang Goethe-Universität Frankfurt am Main. Seit dem Eintritt in den Ruhestand wegen Erreichens der Altersgrenze im April 2022 (Emeritierung) ist er selbständig tätig: Wissenschaftliche Begutachtungen und Beratungen, Herausgeberschaften und Veröffentlichungen.
Seine Forschungsinteressen sind Corporate Governance, Corporate Social Responsibility, nationale und internationale Rechnungslegung, Unternehmensbewertung und Wirtschaftsprüfung.

## Ehrungen
Für seine Dissertation „Bilanzrechtstheorie und Verzinslichkeit“, Gabler Verlag Wiesbaden 1988, Neue betriebswirtschaftliche Forschung, Bd. 46, die mit summa cum laude bewertet wurde, hat er den Dissertationspreis 1987 der Industrie- und Handelskammer Frankfurt am Main erhalten (Dotierung 5.000 Deutsche Mark).
Im Jahr 2021 wurde ihm eine Festschrift zum 65. Geburtstag unter dem Titel „Corporate Governance, Rechenschaft und Abschlussprüfung“, Verlag C.H. Beck München 2021, 834 Seiten, überreicht, die mit Beiträgen von mehr als 100 Autorinnen und Autoren seinen Einfluss auf Wissenschaft und Praxis dokumentiert. In dem sechs Seiten umfassenden Vorwort sind seine vielfältigen Aktivitäten in Wissenschaft und Praxis in besonderer Weise gewürdigt worden. Das Schriftenverzeichnis auf den Seiten 821 bis 834 enthält ausgewählte Herausgeberschaften und Monographien, ausgewählte Studien und Stellungnahmen, ausgewählte Kommentierungen sowie ausgewählte Beiträge in Fachbüchern, Festschriften, Fachzeitschriften und Sonstige.

## Veröffentlichungen (Auswahl)
Eine vollständige Liste seiner Publikationen findet sich hier: Publikationsliste
- Böcking, Hans-Joachim/Stein, Noellè Alicia (2025): Internationale Rechnungslegungsstandards als Chance des Reformbedarfs der öffentlichen Rechnungslegung in Deutschland – zugleich eine Grundsatzdiskussion vor dem Hintergrund des neuen Sondervermögens, in: KoR, Nr. 7/8, S. 241-250.
- Böcking, Hans-Joachim/Stein, Noellè Alicia (2025): Zur Modernisierung und Internationalisierung der öffentlichen Rechnungslegung nach 16 Jahren Haushaltsgrundsätzemodernisierungsgesetz aus betriebswirtschaftlicher Sicht– Zugleich eine Grundsatzdiskussion am Beispiel des Komponentenansatzes für Kulturgüter und Straßen, in: Der Betrieb, Nr. 23/24 (2025), S. 1431-1438.
- Böcking, Hans-Joachim/Stein, Noellè Alicia (2025): Zur Modernisierung und Internationalisierung des handelsrechtlichen Jahresabschlusses nach 40 Jahren Bilanzrichtliniengesetz aus betriebswirtschaftlicher Sicht – Zugleich eine Grundsatzdiskussion am Beispiel des Komponentenansatzes im Sinne klimaneutraler Sanierungsmaßnahmen, in: Der Betrieb, Nr. 22 (2025), S. 1363-1368.
- Böcking, Hans-Joachim/Stein, Noellè Alicia (2025): Fehlende Transparenz für den Bürger durch Festhalten an der Kameralistik: Zeit für eine flächendeckende Einführung der Doppik in Deutschland, in: Der Betrieb Nr. 20 (2025), S. M4-M5.
- Böcking, Hans-Joachim/Stein, Noellè Alicia (2025): Der Staat muss ehrlicher rechnen, in: Frankfurt Allgemeine Zeitung vom 28.04.2025, S. 18.
- Böcking, Hans-Joachim/Korn, Christian (2025): B 164 Beizulegender (Zeit-)Wert, in: Böcking/Gros/Oser/Scheffler/Thormann (Hrsg.): Beck’sches Handbuch der Rechnungslegung, Beck-Verlag München: Loseblattsammlung, Stand. EL. 74 Februar 2025, S. 1-74.

- Böcking, Hans-Joachim/Bundle, Laura (2024): § 28 Festsetzung der Vorstandsvergütung durch den Aufsichtsrat (einschließlich Vergütungsbericht und Vergütungsvotum) (§§ 87, 87a, 120a, 162 AktG), in: Handbuch Unternehmensführung durch Vorstand und Aufsichtsrat, hrsg. von Hommelhoff, Peter/Hopt, J. Klaus/Leyens, Patrick C., Verlag C.H. Beck, 2024, S. 727-738.
- Böcking, Hans-Joachim/Bär, Michael/Kögler, Klaus/Morawietz, Anja/Wiechens, Gero/Winner, Markus (2024): §§ 340-340l HGB, in: Schmidt, Karsten/Ebke, Werner (Hrsg.): Münchener Kommentar zum Handelsgesetzbuch, Beck Verlag, HGB, Band 4, Drittes Buch. Handelsbücher §§ 238-342r HGB, 5. Auflage 2024.
- Böcking, Hans-Joachim/Gros, Marius/Althoff, Carolin/Bundle, Laura/Dietrich, Anita/Dederichs, Verena/Dottenweich, Alexander/Heise, Julia-Isabelle/Koch, Sebastian/Korn, Christian/Kranz, Jessica/Morawietz, Anja/Oser, Peter/Peters, Michael/Rabenhorst, Dirk/Rehm, Marcel/Tonne, Knut/Trepte, Folker/Wallek, Christoph/Wirth, Willy/Worret, Daniel (2024): §§ 238-342r HGB und §§ 135-137 KAGB, in: Ebenroth – Boujong, HGB-Kommentar, Beck-Verlag, hrsg. von Joost, Detlev/Strohn, Lutz/Poelzig, Dörte/Sander, Volker, Band 1, 5. Auflage 2024.
- Böcking, Hans-Joachim/Korn, Christian (2024): C 650 Ertragsteuerinformationsbericht (Country-by-Country-Reporting), in: Böcking/Gros/Oser/Scheffler/Thormann (Hrsg.): Beck’sches Handbuch der Rechnungslegung, Beck-Verlag München: Loseblattsammlung, Stand. EL 73 September 2024, S. 1-80.
- Böcking, Hans-Joachim/Gros, Marius (2024): D 10 Vorschriften des HGB und handelsrechtlicher Nebengesetze bei Verstößen gegen die Rechnungslegungsvorschriften, in: Böcking/Gros/Oser/Scheffler/Thormann (Hrsg.): Beck’sches Handbuch der Rechnungslegung, Beck-Verlag München: Loseblattsammlung, Stand. EL 71 Januar 2024, S.1-28.

- Böcking, Hans-Joachim/Korn, Christian (2023): B 120 Das Verhältnis von Handels- und Steuerbilanz, in: Böcking/Gros/Oser/Scheffler/Thormann (Hrsg.): Beck’sches Handbuch der Rechnungslegung, Beck-Verlag München: Loseblattsammlung, Stand. EL 69 Januar 2023, S. 1-88.
- Böcking, Hans-Joachim (2023): Betriebswirtschaftslehre als Basis guter Corporate Governance, in: Redenius-Hövermann/Schmidt/Wolff, Vom Wert guter Governance, Festschrift für Professur Christian Strenger zum 80. Geburtstag, 2023 S. 61-75.
- Böcking, Hans-Joachim/Gros, Marius/Heise, Julia-Isabelle (2023): § 263 HGB Vorbehalt landesrechtlicher Vorschriften, in: Anzinger, Heribert/Oser, Peter/Schlotter, Carsten (Hrsg.): Rechnungslegung und Prüfung der Unternehmen: Kommentar zum HGB mit Bezügen zum Steerbilanzrecht, AktG, GmbHG, PublG und rechtsvergleichenden Bezügen zu Österreich (vormals ADS), Teilband 1 ( §§ 238 – 263 HGB), 7. Aufl. 2023, S. 1275-1296.
- Böcking, Hans-Joachim/Gros, Marius/Heise, Julia-Isabelle (2023): Sondervorschriften in der öffentlichen Rechnungslegung gem. § 263 HGB (Teil 2), in: Der Konzern, Nr. 1 (2023), S. 18-25.

- Böcking, Hans-Joachim/Gros, Marius/Heise, Julia-Isabelle (2022): Sondervorschriften in der öffentlichen Rechnungslegung gem. § 263 HGB (Teil 1), in: Der Konzern, Nr. 12 (2022), S. 459-464.
- Böcking, Hans-Joachim (2022): Aufsichtsrat und Wirtschaftsprüfung – BWL als Basis für Wirtschaftsprüfung und Aufsichtsratstätigkeit sowie Corporate Governance, in: 100 Jahre VHB / 100 Schlaglichter der BWL / am 15.02.2022.
- Böcking, Hans-Joachim/Mala’ebeh, Roman (2022): IFRS 5. Zur Veräußerung gehaltene langfristige Vermögenswerte und aufgegebene Geschäftsbereiche (Non-current Assets Held for Sale and Discontinued Operations), in: Baetge, Jörg/Wollmert, Peter/Kirsch, Hans- Jürgen/Oser, Peter/Bischof, Stefan (Hrsg.): Rechnungslegung nach IFRS. Kommentar auf der Grundlage des deutschen Bilanzrechts, 2. Auflage, Stuttgart: Loseblattsammlung, Stand: März 2022.

- Böcking, Hans-Joachim (2021): Die Prüfung des Risikofrüherkennungssystems durch den Abschlussprüfer: Referenzpunkt für den Aufsichtsrat und die Fortentwicklung gesetzlicher Pflichtprüfungen, in: Audit Committee Quaterly, Nr. III (2021), S. 20-22.
- Böcking, Hans-Joachim/Gros, Marius (2021): Editorial, in: Der Konzern, Nr. 06 (2021), S. M1.
- Böcking, Hans-Joachim/Gros, Marius/Mala’ebeh, Roman (2021): Plädoyer für eine moderne Bilanzierungskonzeption in der (öffentlichen) Rechnungslegung, in: Der Konzern, Nr. 06 (2021), S. 229-237.
- Böcking, Hans-Joachim (2021): Wirecard und die Passivität des deutschen Gesetzgebers – Plädoyer für eine Weiterentwicklung der Abschlussprüfung zur Prüfung der Geschäftsführungssysteme, in: Kurvenlage. Halbjahresbericht des Deutschen Aktieninstituts, 2. Halbjahr 2020 (2021), S. 10-11.

- Böcking, Hans-Joachim (2020): Der Grundsatz der Bruttobilanzierung als Klimaschutzfaktor, in: Crasselt, Nils/Fülbier, Rolf Uwe/Gassen, Joachim/Schmidt, André/Sellhorn, Thorsten (Hrsg.): Tue Gutes und sprich darüber: Bernhard Pellens zum 65. Geburtstag, Stuttgart 2020, S. 34-36 (nicht im Verlagsbuchhandel erschienen).
- Böcking, Hans-Joachim/Bundle, Laura (2020): Die Umsetzung der 2. ARRL durch das ARUG II in Deutschland - Änderungen im Aktienrecht und Bilanzrecht, in: Baetge, Jörg/Kirsch, Hans-Jürgen/Thiele, Stefan (Hrsg.): Bilanzrecht. Handelsrecht mit Steuerrecht und den Regelungen des IASB, Kommentar, Bonn/Berlin: Loseblattsammlung, Stand: Oktober 2020.
- Böcking, Hans-Joachim/Gros, Marius (2020): Geplante Änderungen am Enforcementverfahren, Gastkommentar in: Der Betrieb, Nr. 45 (2020), S. M4-M5.
- Böcking, Hans-Joachim/Ebke, Werner F./Hanke, Anika (2020): Anhang: Nachtrag zum Gesetz zur weiteren Umsetzung der Transparenzrichtlinie-Änderungsrichtlinie im Hinblick auf ein einheitliches elektronisches Format für Jahresfinanzberichte (ESEF-UG), S. 1-21, in: Schmidt, Karsten/Ebke, Werner (Hrsg.) (2020): Münchener Kommentar zum Handelsgesetzbuch: HGB, Band 4: Drittes Buch. Handelsbücher §§ 238-342e HGB, München.
- Böcking, Hans-Joachim/Bär, Michael/Morawietz, Anja/Wollsiffer, Andreas/Gros, Marius/Torabian,Farhood/Kögler, Klaus/Ebke, Werner F./Hanke, Anika (2020): Vor § 340-340l, in: Schmidt, Karsten/Ebke, Werner (Hrsg.) (2020): Münchener Kommentar zum Handelsgesetzbuch: HGB, Band 4: Drittes Buch. Handelsbücher §§ 238-342e HGB, München.
- Böcking, Hans-Joachim (2020): Abschlussprüfung als ein Element der Corporate Governance: Zum Dienstleistungsverhältnis von Aufsichtsrat und Abschlussprüfer, in: Roth/Horbel/Popp (Hrsg.): Perspektiven des Dienstleistungsmanagements, Wiesbaden 2020, S. 739-753.
- Böcking, Hans-Joachim/Althoff, Carolin (2020): Corporate Social Responsibility als Instrument guter Corporate Governance, in: Grundmann/Merkt/Mülbert (Hrsg.): Festschrift für Klaus J. Hopt zum 80. Geburtstag, Berlin/Boston 2020, S. 83-100.
- Böcking, Hans-Joachim/Hanke, Anika (2020): B 141. Allgemeine Gliederungsgrundsätze, in: Böcking/Gros/Oser/Scheffler/Thormann (Hrsg.): Beck‘sches Handbuch der Rechnungslegung, München: Loseblattsammlung, Stand: September 2020.
- Böcking, Hans-Joachim/Bundle, Laura (2020): § 2. Corporate Governance von Banken, in: Hopt/Binder/Böcking (Hrsg.): Handbuch Corporate Governance von Banken und Versicherungen, 2. erweiterte Auflage, München 2020, S. 36-66.
- Böcking, Hans-Joachim/Bundle, Laura (2020): § 11. Bankenspezifische Vergütung – Eine ökonomische Analyse der regulatorischen Anforderungen, in: Hopt/Binder/Böcking (Hrsg.): Handbuch Corporate Governance von Banken und Versicherungen, 2. erweiterte Auflage, München 2020, S. 283-309.
- Böcking, Hans-Joachim/Bundle, Laura (2020): Die Umsetzung der zweiten Aktionärsrechterichtlinie (ARUG II), in: Der Konzern, Nr. 01 (2020), S. 15-23